# Veksø
Veksø är en ort på Själland i Danmark. Den ligger i Egedals kommun och Region Hovedstaden, 22 km väster om Köpenhamn. Antalet invånare är 1 892.
Närmaste större samhälle är Stenløse, 3 km nordväst om Veksø. Trakten runt Veksø består till största delen av jordbruksmark. Orten är bekant som fyndplats för de så kallade Veksøhjälmarna.